# Rhythm of Love
Rhythm of Love er det tredje album af den australske popsanger Kylie Minogue. Det blev udgivet i 1990, og fik positive anmeldelser.
Det var et Top 10-album i Australien og Storbritannien, og det genererede fire top ti singler. Flere af sporene blev populære hits i klubberne i Storbritannien, Europa, Australien, New Zealand og Asien. Albummet blev nummer ni på den britiske albumhitliste.

## Sporliste
1. "Better the Devil You Know" – 3:54
2. "Step Back in Time" – 3:05
3. "What Do I Have to Do" – 3:44
4. "Secrets" – 4:06
5. "Always Find the Time" – 3:36
6. "The World Still Turns" – 4:01
7. "Shocked" – 4:48
8. "One Boy Girl" – 4:35
9. "Things Can Only Get Better" – 3:57
10. "Count the Days" – 4:23
11. "Rhythm of Love" – 4:13